# Лутай Владлен Степанович
Лутай Владлен Степанович (5 березня 1926, Харків — 2013, Київ) — радянський філософ, доктор філософських наук, професор. 
Один з визнаних на пострадянському науково-філософському просторі дослідників теорії діалектики. У числі перших в Україні взявся за розробку концепції філософії освіти. 
Автор понад 40 наукових та учбово-методичних робіт.